# Санкт-Михаэль-ин-Оберштайермарк
Санкт-Михаэль-ин-Оберштайермарк (нем. Sankt Michael in Obersteiermark) — ярмарочная коммуна (нем. Marktgemeinde) в Австрии, в федеральной земле Штирия.
Входит в состав округа Леобен. Население составляет 3258 человек (на 31 декабря 2005 года). Занимает площадь 56 км². Официальный код — 61 113.

## Политическая ситуация
Бургомистр коммуны — Хайнц Юнгвирт (СДПА) по результатам выборов 2005 года.
Совет представителей коммуны (нем. Gemeinderat) состоит из 21 места.
- СДПА занимает 17 мест.
- АНП занимает 2 места.
- АПС занимает 1 место.
- Зелёные занимают 1 место.